# Jarryd Hughes
Jarryd Hughes (Wahroonga, Australija, 21. svibnja 1995.) je australski snowboarder. Tijekom ZOI 2018. u Pyeongchangu uspio je osvojiti olimpijsko srebro iza francuskog branitelja naslova Vaultiera a to mu je ujedno i prva medalja u karijeri.

## Olimpijske igre

### OI 2018. Pyeongchang
| Pyeongchang 2018. Finale - cross | Pyeongchang 2018. Finale - cross | Pyeongchang 2018. Finale - cross |
| RANG                             | Natjecatelj                      |                                  |
| -------------------------------- | -------------------------------- | -------------------------------- |
|                                  | Pierre Vaultier                  |                                  |
|                                  | Jarryd Hughes                    |                                  |
|                                  | Regino Hernández                 |                                  |

## Vanjske poveznice
- Profil sportaša na Sports-reference.com  Arhivirana inačica izvorne stranice od 5. studenoga 2014. (Wayback Machine)